# باتريك بيترسون
باتريك بيترسون (بالإنجليزية: Patrick Peterson)‏ هو لاعب كرة قدم أمريكية أمريكي، ولد في 11 يوليو 1990 في فورت لودرديل في الولايات المتحدة.

## وصلات خارجية
- الموقع الرسمي
- باتريك بيترسون على موقع مرجع كرة القدم المحترفة.كوم (الإنجليزية)